# 21 mai 1811
Le mardi 21 mai 1811 est le 141e jour de l'année 1811.

## Naissances
- Aleksander Tyszyński (mort le 5 septembre 1880), critique littéraire, philosophe et écrivain polonais
- Joseph Jacquier-Châtrier (mort le 30 septembre 1876), personnalité politique française